# 30 (Adele-album)
A 30 Adele angol énekesnő-dalszerző negyedik stúdióalbuma, amely 2021. november 19-én jelent meg a Columbia Records gondozásában. A 2015-ös 25 című stúdióalbumának hat évvel ezelőtti megjelenése óta első albumaként a 30 Adele válását, anyaságát, hírnevét, szívfájdalmát, elfogadását és reményét állítja a középpontba. A 30-at 2019 és 2021 között olyan producerekkel írta, mint Greg Kurstin, Max Martin és Shellback, akik mindannyian dolgoztak a 25-ön is; az új munkatársak között volt Ludwig Göransson és Inflo az angol Sault együttesből.
Zeneileg a 30 egy pop, soul és jazz lemez. Adele legkreatívabb hangzásbeli munkájaként jellemezték, amely korábbi munkáit dance-pop és gospel elemekkel bővíti. Erroll Garner amerikai jazz-zongorista vendégelőadóként szerepel az All Night Parking című számban, ami az első alkalom, hogy egy előadó közreműködik Adele standard albumán. Megjelenésekor a 30 széles körű kritikai elismerést kapott filmszerű hangszerelése, vokális előadásmódja és introspektív szövegei miatt. Több kiadvány is az év legjobb albumai közt említette 2021-ben.
Első kislemeze, az Easy on Me 2021. október 15-én jelent meg; 27 országban vezette a slágerlistákat. A második kislemez, az Oh My God Európában és Észak-Amerikában az első ötben szerepelt, míg harmadik kislemezként az I Drink Wine jelent meg 2022. november 4-én. A 30 népszerűsítésére kiterjedt marketingkampányt alkalmaztak, ilyen volt többek között a CBS csatorna Adele One Night Only című koncert különkiadása, amelyet az Egyesült Államokban 2021. november 14-én sugároztak, valamint az ITV An Audience with Adele című különkiadása az Egyesült Királyságban 2021. november 21-én. Emellett 2022. július 1-jén és 2-án két koncertet adott a londoni Hyde Parkban a 2022-es British Summer Time keretein belül, illetve 2022 és 2024 között Weekends with Adele címmel Las Vegasban koncertezett.
Az album 24 országban ért el első helyezést, köztük az Egyesült Királyságban, ahol ez lett Adele negyedik egymást követő első helyezett albuma, és ezzel ő lett az első előadó, akinek összes albuma a brit albumlista élén nyitott; az első héten a legmagasabb első heti eladást érte el női előadótól az Egyesült Királyságban saját 25 című albuma óta, és 2021-ben a legkelendőbb lett az országban. Az Egyesült Államokban ez volt Adele harmadik egymást követő Billboard 200-as listavezető albuma, és az év legkelendőbb lemeze is. A 30 volt a világ legkelendőbb albuma 2021-ben, több mint 5 millió eladott példánnyal. Emellett Adele volt 2021 harmadik legkelendőbb előadója világszerte. A 30 Az év brit albuma lett a 42. Brit Awardson, ezzel Adele lett az első szólóelőadó a történelemben, aki háromszor nyerte el ezt a díjat.

## Háttér
A 25 kidolgozása során Adele három-négy albumra elegendő anyagot írt, ami állítása szerint három-négy album lehetett volna. Később elárulta, hogy négy vagy öt olyan dala van, amelyeket később talán újra elővesz, köztük egy Greg Kurstin közreműködésével készült dalt, amelyről úgy érezte, hogy idősebb korára után jobban illene hozzá. A dalszerző Diane Warrennel való többszöri közös munkája is lekerült a 25-ről, bár Warren megemlítette annak lehetőségét, hogy néhány dal megjelenik majd a jövőbeli albumokon. 2018-ban a mainstream média arról számolt be, hogy Adele a negyedik stúdióalbumán dolgozik. Matt Chamberlin dobos megerősítette, hogy már a negyedik stúdióalbumán dolgozott vele a stúdióban Rick Nowelsszel, John Legenddel és Raphael Saadiq-kal együtt annak reményében, hogy egy „soulos, eklektikusabb hangzású” albumot készítsenek.
Miután Adele 2018-ban, 2 évvel később, mint ahogy a média jelentette, házasságot kötött Simon Koneckivel, Adele 2019-ben beadta a válókeresetet. A Koneckitől való különválást követően, és egy öngyógyító úton Adele terápiás foglalkozásokba kezdett, és rendbe hozta az elhidegült kapcsolatát az édesapjával. Ebben az időszakban Adele szorongástól szenvedett, amiről a Vogue-nak adott interjújában úgy nyilatkozott, hogy a Koneckitől való különválás, a hírnév és az anyasággal járó nehézségek okoztak. A házasságából való kilépést követő évek gyötörték Adele-t, különösen a fiára gyakorolt hatása. Adele úgy döntött, hogy rendszeresen beszélget a fiával a válásról, és a beszélgetéseket a terapeutája tanácsára rögzítette. Ezzel egy időben Adele visszatért a stúdióba a fiával folytatott beszélgetések által inspirálva, és olyan művet akart létrehozni, amely megmagyarázza a fiúnak, miért hagyta el az apját.
A 25 promóciójának elején Adele elárulta, hogy nem tervezi többé a kora után elnevezni az albumokat. A 31. születésnapján azonban Adele egy közösségi média-bejegyzést tett közzé, amelyben - látszólag tréfásan - a következő albumát 30-nak nevezte, utalva ezzel az előző három albumának címének témájára. 2020. február 15-én Adele egy barátja esküvőjén jelentette be, hogy negyedik stúdióalbuma 2020 szeptemberében jelenik meg. Később azonban megerősítette, hogy az album elkészítése és megjelenése a Covid19-járvány miatt késik.

## Dalszerzés és felvételek
A válás után Adele a zenét használta kiútként, és stúdióba vonult, amit úgy jellemzett, hogy "gyakorlatilag menekült". Adele korábbi albumaihoz hasonlóan a 30-on is eredeti demókból készültek a vokálok. Adele „biztonságos teret” akart teremteni az album felvételei során, és úgy döntött, hogy kevesebb emberrel dolgozik együtt, mint az előző, 25 című projektjén. A producerek kiválasztása, akikkel Adele jól érezte magát, befolyásolta a munkatársak kiválasztását. Adele újra összeállt régi munkatársával, lemezproducerével és barátjával, Greg Kurstinnel, ami lehetővé tette Adele számára, hogy úgy érezze, „bármit mondhat, bármit énekelhet, és nem ítélkeznek felette”. Adele és Kurstin együtt hat dalon dolgoztak: Easy on Me, My Little Love, Cry Your Heart Out, Oh My God, I Drink Wine és All Night Parking.
Az eredetileg 15 perces, Elton John és Bernie Taupin által inspirált I Drink Wine című dalt Adele azért írta, hogy kifejezze bűntudatát, amiért nem volt jelen egy közeli barátja számára, később azonban a kiadó visszajelzései nyomán visszavágták hosszát. Az All Night Parking posztumusz Erroll Garner amerikai jazz-zongoristát nevezi meg közreműködő előadóként, így ez az első olyan dal Adele albumai közül, amelyhez közreműködő előadó is tartozik. Adele korábbi munkatársaival és svéd producerekkel és dalszerzőkkel, Max Martinnal és Shellbackkel, valamint Tobias Jesso Jr. kanadai énekes-dalszerzővel dolgozott együtt. Az Oh My God, melynek producere Kurstin volt, egy olyan időszakban íródott, amikor Adele szorongása enyhült. A válás utáni randizásra utalva Adele a dalt a Simon Koneckivel való szakítása utáni első flörtölése ihlette.
Adele először dolgozott olyan producerekkel, mint a svéd zeneszerző Ludwig Göransson és a brit Sault együttes tagja, Inflo. A Judy Garland életrajzi film által erősen inspirált Adele-t vonzották a Göransson által bemutatott új hangzások, akkordok és kadenciák, amelyek a Strangers by Nature című dalhoz vezettek. Adele rendkívül közel érezte magát Inflóhoz, mivel hasonló korúak és mindketten Észak-Londonban nőttek fel. A páros felvételei gyakran kezdődtek hosszas beszélgetésekkel, mielőtt pontosan meghatároztak egy érzelmet, amiről írni akartak. Együtt írtak és készítettek három dalt, a Woman like Me-t, a Hold Ont és a Love Is a Game-et. Ez utóbbit az Álom luxuskivitelben című film ihlette, amelyet a felvételek alatt némán játszottak. A Hold Ont Adele arról a számos alkalomról írta, amikor a válása alatt elvesztette a reményt, és barátai háttérvokáljait hallhatjuk benne. A szám megírására visszaemlékezve Adele azt mondta: „Emlékszem, hogy körülbelül egy évig nem nevettem igazán. De nem vettem észre, hogy előrehaladtam, amíg meg nem írtam a Hold Ont, és vissza nem hallgattam. Később azt gondoltam: 'Ó, basszus, tényleg sokat tanultam. Tényleg nagy utat jártam be.” 2021 februárjára a 30 nagyrészt elkészült, kivéve néhány zenekari elemet és háttérvokált.

## Zenei stílus és témák
A Stereogum a 30-at pop, soul és jazz lemezként jellemezte. A 30 az R&B, a gospel és a dance-pop elemeit is tartalmazza. Az albumon kórusénekek, harmóniák, hangfelvételek, elegáns hegedűk, lágy vonósok, orgonák és kürtök szerepelnek. Tematikailag az album Adele válását, szorongását és anyaságát dolgozza fel. Egy 2021. október 9-i Instagram Live során Adele megerősítette, hogy a 30 középpontjában a válása áll majd. Adele megjegyezte, hogy a 30 introspektívebb, mint a korábbi munkái. „Úgy érzem, hogy ez az album önpusztítás, majd önreflexió, majd egyfajta önmegváltás” – mondta. „Ezúttal tényleg azt szeretném, ha az emberek az én oldalamat hallanák a történetből.”

### Dalok
Az albumot a Strangers by Nature nyitja, egy filmszerű dallam, orgonákkal, vonósokkal és búskomor szöveggel. A dal a "Rendben, készen állok" sorral zárul, majd az Easy on Me, az album vezető kislemeze következik. A szám a második az albumon, és egy hagyományos zongorás ballada a válásból való gyógyulásról. A My Little Love című számot Adele fiának, Angelónak ajánlja, a dalban hangfelvételek is szerepelnek, amelyek a válásáról és a szívfájdalomról szólnak. Az album negyedik száma, a Cry Your Heart Out egy pörgős, zongorás dal, amely kontrasztos, a depressziót és a szorongást, de a megkönnyebbülés érzését is leíró szövegével. Az Oh My God hangszerelését taps, billentyűk, orgona és „dübörgő” basszus adja, és az R&B groove-ot és a dance-pop-elektropop mintát ötvözi, témája pedig Adele válása utáni első flörtje. A Can I Get It egy akusztikus gitáros jam, feldobott, fütyült refrénnel. Szövegileg a dal a szerelem érzéséről szól, és arról, hogy egy igazi, hosszú távú kapcsolatra vágyik. Az I Drink Wine egy gospel-orientált ballada, amely Adele válásával és egója levetkőzésével foglalkozik, mielőtt újra visszanyerné a képességét a szerelemre.
Az All Night Parking egy intermezzo, amelyben Erroll Garner jazz-zongorista közreműködik, és ez az első alkalom, hogy Adele stúdióalbumán más előadó szerepel. A dal középpontjában Joey Pecoraro Finding Parking (2017) című dalának zenei alapja áll, amely Garner No More Shadows (1964) című dalát mintázza. A dal egy távkapcsolatban való szerelembe esésről és az ezzel járó izgalomról szól, még akkor is, ha nem lesz tartós. A dal mindössze két perc negyvenegy másodperc hosszú, így ez a legrövidebb szám az albumon. A Woman like Me az album kilencedik száma, amely akusztikus hangszerelésre épül. A dal egy olyan szeretőről szól, aki nem hajlandó továbblépni korábbi kapcsolatából, és hagyja, hogy a múltja elhomályosítsa a jelenlegi kapcsolatát, Adele pedig szembesíti szeretőjét a lustaságával és az önbizalomhiányával. A Hold On egy gospel-hangvételű dal, amelyben Adele-t egy kórus kíséri. A dal Adele érzéseit írja le válásával kapcsolatban, és azt mondja magának, hogy maradjon bizakodó a jövőre nézve. A To Be Loved egy másik zongorás ballada, és Adele karrierje legjobb énekesi teljesítményének tartották. A dal szövegében Adele a fia jövőbeli változatához szól, elmagyarázza válását és azt, hogy újra megtalálja az utat a boldogsághoz. Az album záró dala, a Love Is a Game egy filmes, jazz-hatású szám, amely szövegében az újbóli szerelem megtalálását és a szerelem útjain való eligazodást részletezi.

## Kiadás
2020. október 18-án Adele megerősítette, hogy ő lesz a Saturday Night Live október 24-i epizódjának házigazdája, és ezzel újra felcsillantotta a rajongók reményét, hogy hamarosan új zenét jelentet meg. Az epizód alatt azonban Adele megerősítette, hogy negyedik stúdióalbuma még nem készült el. Később egy Instagram-poszton keresztül utalt arra, hogy 2021-ben visszatér a zenéhez. Alan Carr komikus, Adele közeli barátja szintén utalt arra, hogy az album 2021-ben fog megjelenni, és a Grazia brit kiadásának adott interjújában „csodálatosnak” nevezte az albumról hallott anyagot.
2021. szeptember 28-án a világ számos rádióállomásától származó tweetek jelezték, hogy már azon a héten új Adele-zene jelenhet meg. Napokkal később a Hits Daily Double, amely korábban kizárólag a 25 album megjelenéséről számolt be, megerősítette, hogy Adele negyedik stúdióalbuma november 19-én jelenik meg. A 25-tel ellentétben Adele megerősítette, hogy a 30 a megjelenés napján elérhető lesz a streaming szolgáltatásokon, a hagyományos fizikai formátumú megjelenés mellett. A 30 abban is különbözik Adele korábbi kiadványaitól, hogy nem az XL Recordings adja ki, hanem a világméretű terjesztést a Columbia Records végzi, amely korábban csak Adele észak-amerikai kiadványait kezelte. 2021. október 13-án Adele hivatalosan is bejelentette, hogy az album címe 30 lesz, és hogy a megjelenése 2021. november 19-re van kitűzve.
November 4-én, két héttel az album megjelenése előtt a Consequence arról számolt be, hogy a bakelitlemez-iparban „jelentős késés” történt, amit részben a 30 okozott. A Variety szerint Adele-nek hat hónappal korábban kellett volna leadnia az albumot, hogy a bakelitek elkészüljenek november 19-re, a megjelenés napjára. A 30-ból több mint 500 000 bakelitet gyártottak a megjelenés napját megelőző hónapokban, a Sony Music pedig kivette a katalógusalbumokat a tengerentúli nyomdákból, hogy „ne legyen hiány Adele LP-kből az ünnepek előtt”, ami a Covid19-járvány miatti, már meglévő gyártási késéssel párosulva hátrányosan érintette más művészek albumait. Ed Sheeran kijelentette: „A világon körülbelül három vinylgyár van, szóval ezt nagyon előre kell intézni - és Adele gyakorlatilag az összes vinylgyárat lefoglalta, így nekünk kellett helyet szereznünk, hogy az albumunk ott legyen. Olyan volt, mintha én, a Coldplay, Adele, Taylor, az ABBA, Elton, mindannyian egyszerre próbáltuk volna legyártatni a bakelitjeinket.”

## Marketing és népszerűsítés
Az október 1-jei hétvégén világszerte több helyen is megjelentek a „30” számot ábrázoló reklámtáblák és kivetítések, amelyek a hírek szerint Adele 30 című stúdióalbumához köthetők. Október 4-én, hétfőn Adele közösségi média fiókjai és weboldala a reklámok kék színéhez igazodva frissült, ami arra utal, hogy Adele hamarosan bejelentést tesz. Másnap Adele hivatalosan is bejelentette az album vezető kislemezének, az Easy On Me-nek október 15-i megjelenését, klipjével együtt a közösségi média fiókjain. Még ugyanazon a héten Adele lett az első olyan személy, aki egyazon hónapban egyszerre szerepelt a brit és az amerikai Vogue kiadványok címlapján; mindkét magazinban interjúk jelentek meg, amelyekben Adele részleteket árult el új albumáról. A 30 dallistáját 2021. november 1-jén hozták nyilvánosságra. A Target-exkluzív deluxe kiadás két bónusz számmal és az Easy on Me című dal Chris Stapleton amerikai énekes-dalszerzővel közös duettváltozatával egészül ki. A Hold On előzetese szerepelt az Amazon televíziós reklámjában, amely a „Kindness, the Greatest Gift” (Kedvesség, a legnagyobb ajándék) címmel a világjárványhoz kapcsolódó, fiatal felnőttek körében tapasztalható szorongást mutatja be, és 2021. november 8-án mutatták be.

### Koncertek
Egyesült Államokbeli rajongói számára Adele bejelentette, hogy 2021. november 14-én Adele One Night Only címmel televíziós különkiadást sugároznak a CBS csatornán. A különkiadásban exkluzív interjút adott Oprah Winfrey-nek, valamint élőben előadta legnagyobb slágereit és az album legújabb dalait is. A különkiadás 11,7 millió nézőt vonzott.
Az Egyesült Királyságban szintén adásba került egy különkiadás An Audience with Adele címmel november 21-én az ingyenesen fogható ITV csatornán keresztül, majd megjelent az ITV Hub on-demand platformon is; az egyszeri koncertet a londoni London Palladiumban rögzítették, a közönség pedig rajongókból és Adele „személyes hőseiből és hősnőiből, zenésztársakból, művészekből, színészekből, sportolókból, és sok másokból” állt.
2022. január 21. és április 16. közöttre Weekends with Adele címmel Las Vegas-i rezidenciát jelentettek be, melynek helyszínéül a Colosseum at Caesars Palace szolgál. A rezidencia 24 koncertet (hétvégénként kettőt) foglal magában. Jegyárai 85 és 600 dollár között mozogtak az erkélyre, és 860 és 5000 dollár között a földszinti helyekre. Január 20-án, egy nappal az első show előtt Adele bejelentette a teljes rezidencia elhalasztását, mondván: „Nagyon sajnálom, de a showm még nincs kész. A csapatom fele elkapta a covidot, és lehetetlen volt befejezni a műsort”. A „szállítási késedelmeket” is indoklásként hozta fel, és bocsánatot kért a rajongóktól, akik közül sokan támogatták az álláspontját, míg a többiek kritizálták az „utolsó pillanatban” hozott döntését, ami a „repülő- és hotelfoglalásokba” került. Július 25-én Adele bejelentette a 2022. november 18-tól 2023. március 25-ig tartó rezidencia újratervezett időpontjait, köztük nyolc további koncertet.
Adele 2022. július 1-jén és 2-án két koncertet is adott a londoni Hyde Parkban megrendezett British Summer Time-on. Regisztrálni 2021. október 26-án reggel 8 órától lehetett Adele weboldalán, hogy hozzáférjenek az elővásárlásokhoz. A tervek szerint október 28-án kezdődött volna az első körös jegyvásárlás, majd október 29-én egy második alkalom következett az American Express tagok számára. A jegyek általános árusítása a tervek szerint október 30-án 10:00 órától kezdődött volna. A „túlzó” jegyárakat sok rajongó nemtetszéssel fogadta az interneten, a legalacsonyabb lehetséges ár 90 font volt, a legmagasabb pedig 579,95 font. Azonban 2021. október 28-án a londoni Hyde Parkban megrendezett két koncertre az elővételes jegyek kevesebb mint egy óra alatt elfogytak. Összesen 130 000 jegyet adtak el.

### Kislemezek
A fő kislemez, az Easy on Me 2021. október 15-én jelent meg. A hozzá tartozó klipet Xavier Dolan kanadai filmrendező rendezte Suttonban, egy délnyugat-québeci városban. A klipjét a 25 vezető kislemezének, a Hello-nak a folytatásának tekintették. Megjelenésekor több jelentős rekordot is megdöntött, többek között a Spotify-on egy nap és egy hét alatt a legtöbbet streamelt dal lett. A dal 26 országban vezette a slágerlistákat, köztük a brit kislemezlistát és az amerikai Billboard Hot 100 listát. A Target és a japán albumváltozatokon szerepelt a Chris Stapleton amerikai énekessel készült duettváltozat, amely 2021. november 19-én jelent meg az amerikai country rádiós formátumban.
Az Oh My God 2021. november 29-én jelent meg második kislemezként, az eredetileg tervezett I Drink Wine helyett. A brit kislemezlista második helyén debütált, mivel az első helyről a saját Easy on Me című dala szorította le, és az ötödik helyen debütált az amerikai Billboard Hot 100-as listán. A dalt népszerűsítő, Sam Brown rendezte klip 2022. január 12-én került fel Adele hivatalos YouTube-csatornájára.
Az I Drink Wine című dalt 2022. november 4-én, az album harmadik kislemezeként elküldték Olaszországban a rádióknak. Megjelenést egy Joe Talbot által rendezett videóklip kísérte.

## A kritikusok értékelései
A 30 széleskörű elismerést kapott a kritikusoktól, akik közül sokan Adele eddigi legjobb albumának nevezték. A Metacritic-en, amely a kiadványok értékeléseihez 100-as skálán mozgó pontszámot rendel, az album 23 kritika alapján 88-as átlagpontszámot kapott, ami „általános elismerést” jelez. Ez Adele legmagasabbra értékelt albuma az oldalon.
Rob Sheffield, a Rolling Stone zenei újságírója a 30-at Adele „eddigi legkeményebb, legerősebb albumának” nevezte, amely karrierje legjobb énekesi teljesítményét nyújtja, és dicsérte a munkatársai „ügyes” produkcióját. Neil McCormick a The Daily Telegraph kritikájában az eddigi legerősebb lemezeként üdvözölte a 30-at, amely „erőteljes” dalokat tartalmaz, „intenzív” érzelmekkel és „bravúros” előadásokkal. Emma Swann a DIY-tól „nyersnek és kompromisszummentesnek” nevezte az albumot, amely filmszerű zenét és dalszövegeket ötvöz „a fájdalomról, az önostorozásról, a reményről és az elfogadásról”.
David Smyth, az Evening Standard munkatársa a 30-at „elsöprő visszatérésnek” nevezte, amely tele van tempós dalokkal és súlyos balladákkal egyaránt. Mikael Wood a Los Angeles Times-tól úgy vélekedett, hogy az album „a szerelem okait és következményeit” vizsgálja Adele személyes tapasztalatainak felhasználásával, és kiemelte „szárnyaló, mégis erőteljes, gyönyörű” énekét. Az Independent kritikusa, Annabel Nugent úgy találta, hogy a témák őszinték, szűretlenek és „közvetítés nélküliek”, valamint tartalmaz néhány optimista szerelmes dalt, ellentétben korábbi lemezeivel, amelyek szomorú témái „túlzottan fárasztóak lehetnek”. Kate Solomon az i számára azt írta, hogy a 30 egy „tiszteletteljes és rendetlen, csiszolt és fájdalmas” album egy „zűrzavaros nőtől, a tomboló boros éjszakáktól a csendes, könnyes pillanatokig”.
David Cobbald, a The Line of Best Fit kritikusa megdicsérte a 30 színházi lényegét és az elektronikus hangszerek és szintetizátorok használatát a produkcióban, de az olyan dalokat, mint az Oh My God és a Can I Get It „megkérdőjelezhetőnek” minősítette. A Pitchfork kritikusa, Jillian Mapes a 30-at „hihetetlenül megható albumnak” és Adele eddigi legambiciózusabb munkájának nevezte „árnyalt” produkciója miatt, de a Can I Get It-et mint nem lényeges, poprádiós tölteléket kizárta. El Hunt, az NME és Alexis Petridis, a The Guardian munkatársa vegyes kritikákat írt.  Hunt szerint a 30 Adele legkreatívabb albuma, de a dalszövegek még mindig a „biztonságosabb területen” mozognak; Hunt értékelte az új hangzásokat, de úgy érezte, hogy a Hold On, az I Drink Wine és a Can I Get It kompozíciói zavaróak. Petridis szerint az album zeneileg és szövegileg is egyhangú a korábbi albumaihoz képest, és „az eladási számokat tekintve nem hibáztathatjuk Adele-t, amiért még csak nem is hajlandó babrálni egy olyan formulával, ami nyilvánvalóan nem romlott el. De ő mégis megteszi, és ez a 30 csúcspontjait eredményezi.” Tom Hull kritikusabb volt, „négyes alá” osztályzatot adva, és úgy találta, hogy „az egészet túlzásba vitték”.

### Év végi sikerlisták
| Kiadvány             | Lista                                      | Helyezés | Forr.   |
| -------------------- | ------------------------------------------ | -------- | ------- |
| BBC                  | A 21 legjobb album 2021-ben                | 10       | [ 104 ] |
| Billboard            | A 2021-es év 50 legjobb albuma: Staff List | 4        | [ 105 ] |
| Consequence          | Top 50 album 2021-ben                      | 20       | [ 106 ] |
| Entertainment Weekly | A 10 legjobb album 2021-ben                | 5        | [ 107 ] |
| Los Angeles Times    | A 10 legjobb album 2021-ben                | 7        | [ 108 ] |
| The New York Times   | Lindsay Zoladz legjobb albumai 2021-ben    | 1        | [ 109 ] |
| NPR Music            | A 2021-es év 50 legjobb albuma             | 14       | [ 110 ] |
| Pitchfork            | A 2021-es év 50 legjobb albuma             | 32       | [ 111 ] |
| Rolling Stone        | 2021 50 legjobb albuma                     | 2        | [ 112 ] |
| Variety              | Chris Willman Top 10 albuma 2021-ben       | 5        | [ 113 ] |

## Elismerések
| Év   | Esemény                  | Kategória                | Eredmény | Forr.   |
| ---- | ------------------------ | ------------------------ | -------- | ------- |
| 2022 | Brit Awards              | Az év brit albuma        | Elnyerte | [ 114 ] |
| 2022 | iHeartRadio Music Awards | Legjobb visszatérő album | Elnyerte | [ 115 ] |
| 2022 | iHeartRadio Music Awards | Az év pop albuma         | Elnyerte | [ 115 ] |
| 2022 | Kids’ Choice Awards      | Kedvenc album            | Jelölve  | [ 116 ] |
| 2022 | Juno Awards              | Az év nemzetközi albuma  | Jelölve  | [ 117 ] |
| 2022 | Billboard Music Awards   | Top Billboard 200 Album  | Jelölve  | [ 118 ] |

## Kereskedelmi teljesítmény
2021. október 29-én, három héttel a megjelenése előtt a 30 megdöntötte az Apple Musicon valaha volt legtöbb előzetesen letöltött album rekordját, megelőzve Billie Eilish Happier Than Ever (2021) című albumát; az album egy nap alatt a legtöbb előzetesen letöltött album rekordját is elérte, valamint a legrövidebb idő alatt elért rekordot is megdöntötte. A Nemzetközi Hanglemezipari Szövetség (IFPI) jelentése szerint Adele volt a világ második legkelendőbb női előadója 2021-ben, Taylor Swift mögött. A 30 volt a 2021-es év legkelendőbb albuma világszerte, a Global Album All-Format Chart, a Global Album Sales Chart és az újonnan létrehozott Global Vinyl Album Chart élén. Az album összesen több mint 5 millió fizikai példányban kelt el az év során.

### Európa
2021. november 22-én a brit Official Charts Company arról számolt be, hogy a 30 a nyitóhét első felében 167 000 eladást könyvelhetett el az Egyesült Királyságban, ami nagyobb volt, mint a top 40-es lista többi tagja együttvéve. Öt nappal megjelenése után az album a 2021-es év legnagyobb nyitóhetét könyvelhette el magának az országban. A 30 219 000 eladással megelőzte az ABBA Voyage című albumát, amely 204 000 eladással nyitott a hónap elején. Ez egyben a legmagasabb nyitóhét egy női előadó albumánál Adele 25 című albuma óta. Az album 261 000 eladott példánnyal az első helyen debütált a brit albumlistán, ezzel Ed Sheeran Divide (2017) lemeze óta a legnagyobb nyitóhetet gyűjtötte be egy album számára. Adele ezen a héten a brit kislemezlistán is kettős listavezetést ért el: az Easy on Me az első helyen szerepelt, az Oh My God a második helyen, az I Drink Wine pedig a negyedik helyen debütált. A 30 összesen öt egymást követő hetet töltött az Official Albums Chart élén, ezzel Olivia Rodrigo Sour című albumával holtversenyben a leghosszabb ideig első helyen álló album volt 2021-ben a charton. Az Egyesült Királyságban a 2021-es év legkelendőbb albumaként, a 30 összforgalma meghaladta a 600 000 egységet, ebből 502 000 darab származott a tiszta eladásokból (448 000 fizikai, 53 000 letöltés).
A 30 Németországban az első helyen debütált, és az Easy on Me című dallal, amely a német Top 100-as kislemezlista első helyén állt, Adele lett az első női előadó, aki egyszerre háromszor is az első helyet foglalta el a német kislemez- és albumlistán. Írországban a szintén az első helyen nyitott, megelőzve a Top 10-es mezőnyt együttvéve. Franciaországban a 30 a második helyen debütált megjelenésekor 45 487 eladott példánnyal, Orelsan Civilisation című lemeze mögött. Később, az ötödik héten már az első helyen szerepelt, és kevesebb mint két hónappal a megjelenése után dupla platina minősítést kapott az országban. Hollandiában az első helyen debütált, és a 2021-es év legkelendőbb albuma lett az országban. Adele-nek ez volt a hatodik sikere, és egyben ő lett az első olyan előadó, aki hat különböző évben is a legkelendőbb albummal rendelkezett ott. A 30 ezen kívül Ausztriában, Belgiumban, Dániában, Finnországban, Görögországban, Izlandon, Litvániában, Norvégiában, Skóciában, Spanyolországban, Svédországban, Svájcban és Svájcban is a listák élén végzett.

### Egyesült Államok
Az Egyesült Államokban a 30 lett a 2021-es év legkelendőbb albuma, hiszen az első három nap alatt 500 ezer példányban kelt el, ezzel megelőzte Swift Evermore (2020) című albumának 462 ezres eladási adatát. Emellett az év legnagyobb eladási hetét is elhódította Swift Red (Taylor's Version) című albumától. A 30 575 000 albummal egyenértékű egységet mozgatott meg a három nap alatt. Másnap a 30 megelőzte Drake Certified Lover Boy című lemezét a 2021-es év legnagyobb nyitóhete tekintetében, 660 000 albummal egyenértékű egységet elérve az Egyesült Államokban. Ebből 560 000 volt az albumeladás.
Az album a Billboard 200-as lista élén debütált 839 000 albummal egyenértékű egységgel, ebből 692 000 a tiszta albumeladás. Az album az első héten 185,39 millió on-demand streamelést gyűjtött össze, ami a negyedik legnagyobb streaming debütáló hetet jelenti egy női album számára 2021-ben. Ezzel felülmúlta az előző 11 hónap összesített albumának eladásait, és a legmagasabb albumeladási hetet könyvelhette el Swift Reputation című albumának (2017) 1,2 millió eladott példánya óta. A 30 továbbá felülmúlta a másik 50 legjobban fogyó albumot azon a héten együttvéve, valamint a Top 10 legjobban fogyó albumot azon a héten együttvéve, és megháromszorozta az eladásokat. A 30 mind a 12 száma felkerült a Billboard Hot 100-as listájára a megjelenést követően, közülük hat a top 40-be. Adele összesített listabejegyzései 14-ről 25-re emelkedtek, ezzel Billie Eilish-sal holtversenyben a harmadik legtöbb listabejegyzéssel rendelkező női előadó lett 2021-ben, Swift (40) és Summer Walker (18) mögött.
A 30 a második héten is az első helyen maradt 288 000 megszerzett egységgel, beleértve 225 000 tiszta albumeladást és 81,33 millió on-demand streamelést, ezzel az év legnagyobb második heti eladását érte el, és a legnagyobb második heti összértékesítést bármely album esetében, mióta Drake Scorpion (2018) lemeze 335 000 darabot mozgatott. A harmadik hét közepén a 30 már több mint egymillió tiszta példányban kelt el az Egyesült Államokban, és ezzel az első 2021-es album lett, amely elérte ezt a mérföldkövet, és összességében az első Swift Folklore (2020) lemeze óta. A 30 a harmadik listavezető héten 193 000 darabot szerzett, ami a Scorpion óta a legnagyobb harmadik hetet jelentette bármelyik album számára. Emellett ez lett az első olyan album, amely az első négy hetét az első helyen töltötte Morgan Wallen Dangerous: The Double Album című albuma óta (2021 elején), és az első női album a Folklore óta. Ugyanezen a héten a 30 41 000 bakelit LP-t mozgatott meg, ezzel a 2021-es év legkelendőbb bakelit albuma lett. Az ötödik héten 212 000 darabot gyűjtve a 30 a 25 óta a legmagasabb ötödik heti darabszámot érte el egy album esetében, és a 2020-as évek első olyan albuma lett, amely három különálló héten is 200 000 darab fölé jutott; Adele összesen 39 hétig vezette a Billboard 200-as listát, és ezzel Elton Johnnal holtversenyben a legtöbb hetet a listán első helyen töltött brit szólóelőadó lett. Az album a hetedik héten 57 000 darabos eladással a második helyre esett vissza. A 30 című albumot az RIAA háromszoros platinalemezes minősítéssel jutalmazta, mivel az Egyesült Államokban hárommillió darabot szállítottak belőle.
A 30 1,464 millió eladott példánnyal a 2021-es év végi bestsellere lett – az egyetlen album, amely egymillió példányban kelt el. Ebből 1,219 millió fizikai példány volt, 245 ezer pedig digitális letöltés. Ez volt Adele ötödik éve, hogy év végi bestseller lett, ez a rekord Swifttel holtversenyben áll. A 30 a negyedik legtöbbet fogyó album volt 2021-ben, és a második a nők körében, 1,936 millió darabot mozgatott meg. Emellett Adele volt a 2021-es év második legkelendőbb előadója 1,62 millió eladott albummal, Swift (2,36 millió) mögött. A Billboard megjegyezte, hogy a 30 eladásai segítettek fellendíteni a 2021-es év tiszta eladásait, különösen a CD-eladásokat; a 30 volt a 2021-es év legkelendőbb digitális albuma, CD- és bakelitlemeze. Adele volt 2021 második legjobban fogyó előadója a digitális és vinyl eladások, valamint a CD-eladások tekintetében Swift, valamint a BTS mögött.
2022. július 14-én a Luminate (korábban MRC Data) arról számolt be, hogy a 30 2022 első félévében a negyedik volt a 10 legkelendőbb album között az Egyesült Államokban, 203 000 eladással ebben az időszakban.

### Egyéb piacok
A 30 az első héten 70 000 darabbal debütált a Billboard kanadai albumlistájának élén, ami Adele harmadik első helyezett albumát jelentette. 2021-ben a 30 volt Kanada legkelendőbb albuma minden formátumban – digitálisan, CD-n és bakelitlemezen. Az album összesen hat egymást követő hétig volt az első helyen. Az album vezette az ausztrál ARIA Albums Chartot, ahol a négy évvel korábbi Divide óta a legmagasabb első heti eladásokat érte el, míg kilenc száma felkerült az ausztrál kislemezlistára is azon a héten. Az album hét egymást követő héten át vezette a listákat az országban. Az új-zélandi albumlistán az első helyen debütált, miközben a megjelenés első hetében arany minősítést ért el a 7500 eladott példányszámot meghaladó eladásoknak köszönhetően. Hét egymást követő héten keresztül maradt az első helyen. Japánban a 30 az Oricon Japanese Albums Chart ötödik helyén, a Billboard Japanese Albums Chart negyedik helyén debütált, míg Dél-Koreában a Gaon Album Chart hatvannyolcadik helyéig jutott.

## Hatása
A médiumok és a rajongók a 30-at a 2021-es „Sad Girl Autumn” vagy „Sad Girl Fall” nevű zenei trend részének titulálták, amely a női előadók által ősszel kiadott melankolikus és introspektív zenékre utal, Taylor Swift Red (Taylor's Version) és Mitski The Only Heartbreaker című felvételeivel együtt. A Time dicsérte Adele-t, amiért „releváns marad, miközben szemérmetlenül figyelmen kívül hagyja a trendeket”, „az élet művészetté alakításának mesterének” nevezte, aki „felváltva tűnik elérhetetlennek és átérezhetőnek”, és „kacsintva reagál a címlapokra oly módon, hogy még több címlapot csinál”. A Mic az albumot „az ezredfordulósok lemezének” nevezte, akik „ugyanúgy viselik az idő érzelmi sebhelyeit, mint ő”. A The Ringer összehasonlította az Adele és más popsztárok közötti különbséget, mondván, hogy „sok kortársával ellentétben Adele-nek nem kell egy mesternarratívát fenntartania, hogy fenntartsa az általános érdeklődést a karrierje iránt. Ő egyszerűen csak ... énekel”. A Spotify Adele javaslatára eltávolította a "keverés" gombot a prémium felhasználók számára, és megjegyezte, hogy „a művészetünk történetet mesél, és a történeteinket úgy kell hallgatni, ahogyan azt mi terveztük”. Az ABC News a javaslatát „a zeneiparban betöltött hatalmának példájának” nevezte. A 30 című album megjelenését 2021 egyik legnagyobb popkulturális pillanatának tartják.

## Az albumon szereplő dalok listája
| Standard változat | Standard változat                    | Standard változat             | Standard változat           | Standard változat | Standard változat | Standard változat | Standard változat | Standard változat | Standard változat |
|                   | Cím                                  | Szerző(k)                     | Producer(ek)                | Hossz             |                   |                   |                   |                   |                   |
| ----------------- | ------------------------------------ | ----------------------------- | --------------------------- | ----------------- | ----------------- | ----------------- | ----------------- | ----------------- | ----------------- |
| 1.                | Strangers by Nature                  | Adele Adkins Ludwig Göransson | Göransson                   | 3:02              |                   |                   |                   |                   |                   |
| 2.                | Easy on Me                           | Adkins Greg Kurstin           | Kurstin                     | 3:44              |                   |                   |                   |                   |                   |
| 3.                | My Little Love                       | Adkins Kurstin                | Kurstin                     | 6:29              |                   |                   |                   |                   |                   |
| 4.                | Cry Your Heart Out                   | Adkins Kurstin                | Kurstin                     | 4:15              |                   |                   |                   |                   |                   |
| 5.                | Oh My God                            | Adkins Kurstin                | Kurstin                     | 3:45              |                   |                   |                   |                   |                   |
| 6.                | Can I Get It                         | Adkins Max Martin Shellback   | Martin Shellback            | 3:30              |                   |                   |                   |                   |                   |
| 7.                | I Drink Wine                         | Adkins Kurstin                | Kurstin                     | 6:16              |                   |                   |                   |                   |                   |
| 8.                | All Night Parking (Erroll Garnerrel) | Adkins Garner [ b ]           | Joey Pecoraro [ b ] Kurstin | 2:41              |                   |                   |                   |                   |                   |
| 9.                | Woman like Me                        | Adkins Dean Josiah Cover      | Inflo                       | 5:00              |                   |                   |                   |                   |                   |
| 10.               | Hold On                              | Adkins Cover                  | Inflo                       | 6:06              |                   |                   |                   |                   |                   |
| 11.               | To Be Loved                          | Adkins Tobias Jesso Jr.       | Jesso Jr. Shawn Everett     | 6:43              |                   |                   |                   |                   |                   |
| 12.               | Love Is a Game                       | Adkins Cover                  | Inflo                       | 6:43              |                   |                   |                   |                   |                   |
| 58:14             |                                      |                               |                             |                   |                   |                   |                   |                   |                   |

| Target és Japán limitált kiadás bónuszdalai | Target és Japán limitált kiadás bónuszdalai | Target és Japán limitált kiadás bónuszdalai | Target és Japán limitált kiadás bónuszdalai | Target és Japán limitált kiadás bónuszdalai | Target és Japán limitált kiadás bónuszdalai | Target és Japán limitált kiadás bónuszdalai | Target és Japán limitált kiadás bónuszdalai | Target és Japán limitált kiadás bónuszdalai | Target és Japán limitált kiadás bónuszdalai |
|                                             | Cím                                         | Szerző(k)                                   | Producer(ek)                                | Hossz                                       |                                             |                                             |                                             |                                             |                                             |
| ------------------------------------------- | ------------------------------------------- | ------------------------------------------- | ------------------------------------------- | ------------------------------------------- | ------------------------------------------- | ------------------------------------------- | ------------------------------------------- | ------------------------------------------- | ------------------------------------------- |
| 13.                                         | Wild Wild West                              | Adkins Göransson                            | Göransson                                   | 3:46                                        |                                             |                                             |                                             |                                             |                                             |
| 14.                                         | Can’t Be Together                           | Adkins Kurstin                              | Kurstin                                     | 4:18                                        |                                             |                                             |                                             |                                             |                                             |
| 15.                                         | Easy on Me (Chris Stapletonnal)             | Adkins Kurstin                              | Kurstin                                     | 3:44                                        |                                             |                                             |                                             |                                             |                                             |
| 70:02                                       |                                             |                                             |                                             |                                             |                                             |                                             |                                             |                                             |                                             |

## Közreműködők
Zenészek
- Adele – vokálok (összes dal), hangfelvételek (3), tamburin (5), dobogás (6), taps (6, 12)
- Ludwig Göransson – zongora, basszus, rhodes, mellotron, szintetizátor programozás (1)
- David Campbell – húros hangszerek (1, 3, 7, 10, 12–15)
- Serena Göransson – húros hangszerek (1)
- Greg Kurstin – basszus, zongora (2–5, 7); lábdob (2), mellotron (3, 4, 7), steel gitár (3), taps (4, 5), gitár (4), hammond B3-as orgona (4, 5, 7), dob programozás, billentyűsök (5); ütős hangszerek (5, 7), zenekar, rhodes (7)
- Angelo Adkins – hangfelvételek (3)
- Chris Dave – dobok (3–5, 9), ütős hangszerek (3, 9, 12), bongos, vibraslap (4)
- Max Martin – zongora, programozás, billentyűsök, háttérvokálok (6)
- Shellback – dobok, basszus, gitár, ütős hangszerek, programozás, fütyülés, billentyűsök, dobogás, taps (6)
- Joey Pecoraro – dobok, kiegészítő zongora, trombita, hegedű (8)
- Erroll Garner – zongora (8)
- Inflo – basszus (9, 10, 12), gitár (9), elektromos gitár, dobok, zongora, orgona, ütős hangszerek (10, 12); wurlitzer, taps (12)
- Tobias Jesso Jr. – zongora (11)
- Chris Stapleton - vokálok (15)

Technikai munkatársak
- Randy Merrill – maszterelés
- Matt Scatchell – hangkeverés (1–4, 7–12)
- Tom Elmhirst – hangkeverés (1–4, 7–12)
- Serban Ghenea – hangkeverés (5, 6)
- John Hanes – hangkeverés (5, 6)
- Riley Mackin – hangmérnök (1)
- Steve Churchyard – hangmérnök (1, 3, 7, 10, 12–15)
- Alex Pasco – hangmérnök (2–5, 7)
- Greg Kurstin – hangmérnök (2–5, 7, 14, 15), énektechnika (8)
- Julian Burg – hangmérnök (2–5, 7, 14, 15), énektechnika (8)
- Lasse Mårtén – hangmérnök (6)
- Michael Ilbert – hangmérnök (6)
- Sam Holland – hangmérnök (6)
- Inflo – hangmérnök (9, 10, 12)
- Matt Dyson – hangmérnök (9, 12)
- Todd Monfalcone – hangmérnök (9)
- Tom Campbell – hangmérnök (10)
- Ivan Wayman – hangmérnök (11)
- Shawn Everett – hangmérnök (11)
- Ryan Lytle – hangmérnök (12), hangmérnök asszisztens (9)
- Bryce Bordone – hangmérnök asszisztens (5, 6)
- Brian Rajaratnam – hangmérnök asszisztens (10)

## Helyezések
| Lista (2021)                                  | Legjobb helyezés |
| --------------------------------------------- | ---------------- |
| Ausztrália (ARIA Top 50 Albums)               | 1                |
| Ausztria (Ö3 Austria Top 40)                  | 1                |
| Belgium (Ultratop Flandria)                   | 1                |
| Belgium (Ultratop Vallónia)                   | 2                |
| Csehország (ČNS IFPI Albums Top 100)          | 2                |
| Dánia (Hitlisten Album Top 40)                | 1                |
| Dél-Korea (GAON Top 100 Album)                | 68               |
| Egyesült Királyság (UK Albums Chart)          | 1                |
| Egyesült Királyság (Scottish Albums)          | 1                |
| Finnország (Musiikkituottajat Albumit Top 50) | 1                |
| Franciaország (SNEP Album Top 100)            | 1                |
| Görögország (IFPI)                            | 1                |
| Hollandia (Dutch Charts Album Top 100)        | 1                |
| Horvátország (HDU)                            | 1                |
| Írország (OCC)                                | 1                |
| Izland (Plötutíðindi)                         | 1                |
| Japán (Oricon)                                | 5                |
| Japán Hot Albumok (Billboard Japan)           | 4                |
| Kanada (Billboard Canadian Albums Chart)      | 1                |
| Lengyelország (ZPAV Album Top 50)             | 1                |
| Litvánia (AGATA)                              | 1                |
| Magyarország (MAHASZ Top 40 albumlista)       | 4                |
| Németország (Offizielle Top 100)              | 1                |
| Norvégia (VG-lista Album Top 40)              | 1                |
| Olaszország (FIMI Album Top 20)               | 2                |
| Portugália (AFP Top 30 Albums)                | 1                |
| Spanyolország (PROMUSICAE Top 100 Álbumes)    | 1                |
| Svájc (Schweizer Hitparade Top 100 Albums)    | 1                |
| Svédország (Sverigetopplistan Top 60 Albums)  | 1                |
| Szlovákia (ČNS IFPI)                          | 2                |
| USA Billboard 200                             | 1                |
| Új-Zéland (Recorded Music NZ Top 40 Albums)   | 1                |

| Lista (2021)                           | Helyezés |
| -------------------------------------- | -------- |
| Ausztrália (ARIA)                      | 2        |
| Ausztria (Ö3 Austria)                  | 4        |
| Belgium (Ultratop Flanders)            | 2        |
| Belgium (Ultratop Wallonia)            | 6        |
| Dánia (Hitlisten)                      | 47       |
| Hollandia (Album Top 100)              | 1        |
| Franciaország (SNEP)                   | 6        |
| Írország (IRMA)                        | 3        |
| Izland (Plötutíðindi)                  | 24       |
| Lengyelország (ZPAV)                   | 7        |
| Magyarország (MAHASZ)                  | 39       |
| Németország (Offizielle Top 100)       | 7        |
| Norvégia (VG-lista)                    | 23       |
| Olaszország (FIMI)                     | 40       |
| Portugália (AFP)                       | 3        |
| Spanyolország (PROMUSICAE)             | 15       |
| Svájc (Schweizer Hitparade)            | 2        |
| Svédország (Sverigetopplistan)         | 19       |
| UK Albumok (OCC)                       | 1        |
| Új-Zéland (RMNZ)                       | 2        |
| Világszerte (IFPI Global Music Report) | 1        |

| Lista (2022)                     | Helyezés |
| -------------------------------- | -------- |
| Ausztrália (ARIA)                | 13       |
| Ausztria (Ö3 Austria)            | 41       |
| Belgium (Ultratop Flanders)      | 7        |
| Belgium (Ultratop Wallonia)      | 15       |
| Kanada (Billboard)               | 1        |
| Dánia (Hitlisten)                | 33       |
| Hollandia (Album Top 100)        | 4        |
| Franciaország (SNEP)             | 38       |
| Németország (Offizielle Top 100) | 10       |
| Magyarország (MAHASZ)            | 57       |
| Olaszország (FIMI)               | 59       |
| Litvánia (AGATA)                 | 12       |
| Új-Zéland (RMNZ)                 | 13       |
| Lengyelország (ZPAV)             | 39       |
| Portugália (AFP)                 | 12       |
| Spanyolország (PROMUSICAE)       | 34       |
| Svédország (Sverigetopplistan)   | 10       |
| Svájc (Schweizer Hitparade)      | 7        |
| UK Albumok (OCC)                 | 14       |
| US Billboard 200                 | 2        |

| Lista (2023)                   | Helyezés |
| ------------------------------ | -------- |
| Belgium (Ultratop Flanders)    | 72       |
| Hollandia (Album Top 100)      | 61       |
| Franciaország (SNEP)           | 190      |
| Izland (Tónlistinn)            | 74       |
| Lengyelország (ZPAV)           | 73       |
| Svédország (Sverigetopplistan) | 72       |

| Lista (2024)                | Helyezés |
| --------------------------- | -------- |
| Belgium (Ultratop Flanders) | 88       |

## Minősítések és eladási adatok
| Régió | Minősítés  | Eladott példányszám |
| --- | ---------- | ------------------- |
| Ausztrália (ARIA) | platina    | 70 000‡             |
| Ausztria (IFPI Austria) | platina    | 15 000‡             |
| Belgium (BEA) | platina    | 20 000*             |
| Brazília (Pro-Música Brasil)                                                                                                 | 2× platina | 80 000‡             |
| Kanada (Music Canada) | 3× platina | 240 000‡            |
| Chile (IFPI Chile) | arany      | 3500                |
| Dánia (IFPI Denmark) | platina    | 20 000‡             |
| Franciaország (SNEP) | 3× platina | 300 000             |
| Magyarország (MAHASZ) | platina    | 4 000‡              |
| Mexikó (AMPROFON) | arany      | 30 000‡             |
| Németország (BVMI) | platina    | 200 000‡            |
| Olaszország (FIMI) | platina    | 50 000‡             |
| Új-Zéland (RMNZ) | 3× platina | 45 000‡             |
| Lengyelország (ZPAV) | 4× platina | 80 000‡             |
| Portugália (AFP) | arany      | 7 500^              |
| Spanyolország (PROMUSICAE)                                                                                                   | platina    | 40 000‡             |
| Svédország (GLF) | 2× platina | 60 000‡             |
| Svájc(IFPI Switzerland) | platina    | 20 000‡             |
| Egyesült Királyság (BPI) | 3× platina | 900 000‡            |
| Egyesült Államok (RIAA) | 3× platina | 3 000 000‡          |
| Összesítés |            |                     |
| Világszerte (IFPI) |            | 5 000 000           |
| ^ Kiszállítási példányszámok kizárólag a minősítés alapján. ‡ Eladási+streaming példányszámok kizárólag a minősítés alapján. |            |                     |

## Megjelenési történet
| Régió       | Dátum              | Formátum(ok)                                  | Kiadó    | Forr.   |
| ----------- | ------------------ | --------------------------------------------- | -------- | ------- |
| Világszerte | 2021. november 19. | Kazetta CD digitális letöltés streaming vinyl | Columbia | [ 271 ] |

## Fordítás
- Ez a szócikk részben vagy egészben  a(z)   30 (Adele album) című angol Wikipédia-szócikk fordításán alapul.  Az eredeti cikk szerkesztőit annak laptörténete sorolja fel. Ez a jelzés csupán a megfogalmazás eredetét és a szerzői jogokat jelzi, nem szolgál a cikkben szereplő információk forrásmegjelöléseként.